# Валле-дю-Бандама
Район Валле-дю-Бандама (фр. Vallée du Bandama District) — один з 14 районів Кот-д'Івуару, знаходиться у центрі країни. Адміністративний центр — місто Буаке.

## Створення
Район Валле-дю-Бандама був створений 28 серпня 2011 року після адміністративної реоформи у Кот-д'Івуар. Територія району складалася з колишніх областей Південна Бандама та Фромаже.

## Адміністративний поділ
Район Валле-дю-Бандама ділиться на 2 регіони та 7 департаментів:
- Амболь (фр. Hambol) — 429 977 осіб[4].
- Гбеке (фр. Gbeke) — 1 010 849[4].

## Населення
За даними перепису 2014 року, населення району Валле-дю-Бандама становить 1 440 826 осіб.

## Клімат
У Районі Валле-дю-Бандама  саванний тропічний клімат. У літній період випадає багато опадів, у той час як взимку дуже мало.